# Cymindis marginella
Cymindis marginella es una especie de escarabajo de la familia Carabidae.

## Distribución geográfica
Es endémica de Fuerteventura y Lanzarote e islotes próximos, en las islas Canarias (España).